# Andreas Schwab (Historiker)

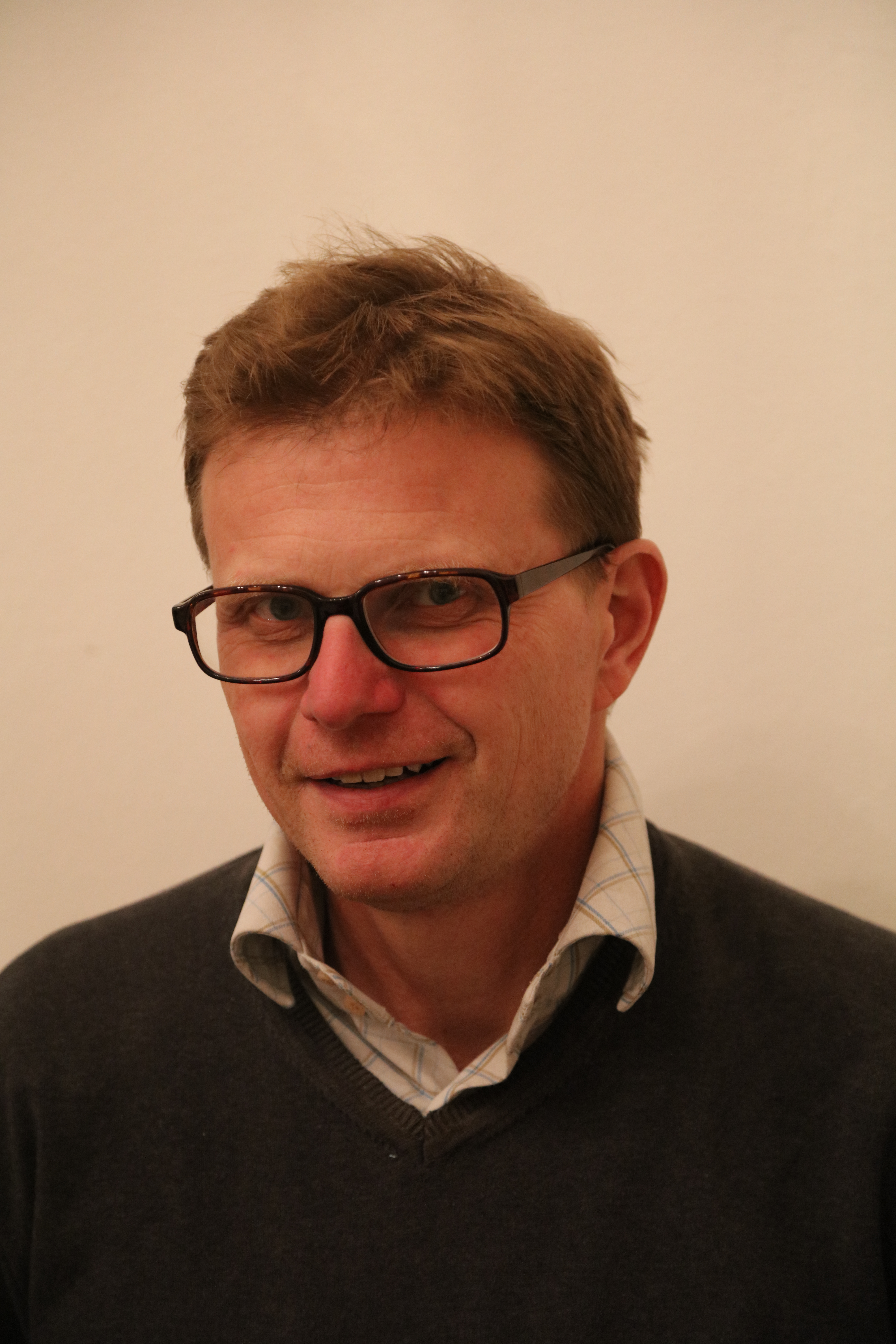
Andreas Schwab (2017)

Andreas Schwab (* 17. Juli 1971) ist ein Schweizer Historiker, Kulturmanager und Autor. Er ist seit 2012 Mitglied der Regierung der Gemeinde Bremgarten bei Bern (SP) und wurde am 1. Dezember 2019 zum Gemeindepräsidenten gewählt; 2023 wurde er für eine zweite Amtszeit wiedergewählt.

## Leben
Schwab studierte von 1992 bis 1998 Geschichte, Volkswirtschaft und Politikwissenschaften an der Universität Bern und an der Humboldt-Universität Berlin. Von 1999 bis 2002 erstellte er an der Universität Basel seine Dissertation zum Sanatorium Monte Verità, die 2003 unter dem Titel Monte Verità – Sanatorium der Sehnsucht im Orell Füssli Verlag erschienen ist. Von 2003 bis 2009 arbeitete Schwab als Redaktor beim Historischen Lexikon der Schweiz in Bern.
Seit 2003 ist er mit seinem Büro Palma3 selbständiger Kurator zahlreicher Sonder- und Dauerausstellungen zu kulturgeschichtlichen Themen, u. a. «Die 68er. Kurzer Sommer – lange Wirkung» im Historischen Museum Frankfurt am Main (2008), «Halbzeit. Die Ausstellung zur Lebensmitte» im Vögele Kultur Zentrum (2011), «anders sehen. Eine Ausstellung über blinde und sehbehinderte Menschen» in der Blindenschule Zollikofen (2012, Neubau 2021), «Die Utopie der Widerspenstigen. 40 Jahre Longo maï» (2013, Wanderausstellung mit neun Stationen), «Schreibrausch. Faszination Inspiration» im Strauhof Zürich (2017), «Le verità di una montagna» im Museo Casa Anatta auf dem Monte Verità in Ascona (2017), «Lebe besser! Auf der Suche nach dem idealen Leben» im Bernischen Historischen Museum (2020).
Der ebenfalls von Andreas Schwab kuratierte Neubau des Schweizerischen Blindenmuseums «anders sehen» hat 2022 im Rahmen des Europäischen Museumsforums die Auszeichnung «Special Commendation» erhalten. Begründung der Jury: «Sehr inklusiv in seiner Philosophie, Strategie und seiner Gestaltung vermittelt es die 200-jährige Geschichte der Bildung für die Sehbehinderten, indem es verschiedene sensuelle und praktische Erfahrungen für alle seine Besucher anbietet.»
Seit Herbstsemester 2017 ist er Lehrbeauftragter der Universität Fribourg.
Clemens Klünemann schrieb in der NZZ über «Zeit der Aussteiger»: «Die Schilderungen der jeweiligen Aufenthalte fügen sich quasi nebenbei zu einer Kulturgeschichte der intellektuellen Beziehungen. Sie sind angereichert mit vielen historischen Aperçus über den «gemeinsamen Kulturraum Europa» mitten in der Hochzeit des Nationalismus an der Wende vom 19. zum 20. Jahrhundert – und auch voll von Anekdotischem, das die hehren Ansprüche der Aussteiger bisweilen relativiert.»

## Schriften (Auswahl)
- Hrsg. mit Claudia Lafranchi: Sinnsuche und Sonnenbad. Experimente in Kunst und Leben auf dem Monte Verità. Zürich 2001.
- Monte Verità – Sanatorium der Sehnsucht. Zürich 2003.
- Landkooperativen Longo maï. Pioniere einer gelebten Utopie. Zürich 2013.
- Hrsg. mit Mona De Weerdt: Monte Dada. Ausdruckstanz und Avantgarde. Bern 2017.
- Hrsg. mit Magnus Wieland: Schreibrausch. Faszination Inspiration. Der Reader zur Ausstellung. Strauhof, Zürich 2017.
- Anderberg (Roman). Zürich 2017, ISBN 978-3-906276-58-8.
- Zeit der Aussteiger. Eine Reise zu den Künstlerkolonien von Barbizon bis Monte Verità. Beck, München 2021, ISBN 978-3-406-77524-6.[3]
- Freiheit, Rausch und schwarze Katzen. Eine Geschichte der Boheme. Beck, München 2024, ISBN 978-3-406-81435-8.